# Neapoli, Lesbos
Neapoli este un oraș în insula Lesbos în Grecia.